# Rally Albena – Zlatni Piassatzi – Sliven 1985
Rajd Bułgarii 1985 (16. Rally Albena – Zlatni Piassatzi – Sliven) – 16. edycja rajdu samochodowego Rajd Bułgarii rozgrywanego w Bułgarii. Rozgrywany był od 11 do 13 maja 1985 roku. Była to czternasta runda Rajdowych Mistrzostw Europy w roku 1985 (rajd miał najwyższy współczynnik – 4) oraz czwarta runda Rajdowego Pucharu Pokoju i Przyjaźni w roku 1985.

## Klasyfikacja rajdu
| Miejsce                      | Kierowca                     | Pilot                        | Samochód                     | Czas                         | Strata                       |                              |
| Klasyfikacja generalna i ERC | Klasyfikacja generalna i ERC | Klasyfikacja generalna i ERC | Klasyfikacja generalna i ERC | Klasyfikacja generalna i ERC | Klasyfikacja generalna i ERC | Klasyfikacja generalna i ERC |
| ---------------------------- | ---------------------------- | ---------------------------- | ---------------------------- | ---------------------------- | ---------------------------- | ---------------------------- |
| 1.                           | Dario Cerrato                | Giuseppe Cerri               | Lancia 037 Rally             | 4:47:04                      | 0.0                          |                              |
| 2.                           | Terry Kaby                   | Kevin Gormley                | Nissan 240RS                 | 4:58:51                      | +11:47                       |                              |
| 3.                           | Branislav Küzmič             | Rudi Šali                    | Renault 5 Turbo              | 5:12:53                      | +25:49                       |                              |
| 4.                           | Radoslav Petkov              | Nikolay Monchev              | Nissan 240RS                 | 5:16:24                      | +29:20                       |                              |
| 5.                           | Michele Rayneri              | Luigi Pirollo                | Fiat Ritmo Abarth 130 TC     | 5:22:55                      | +35:51                       |                              |
| 6.                           | Russell Gooding              | Rob Arthur                   | Rover 3500 Vitesse           | 5:25:05                      | +38:01                       |                              |
| 7.                           | Marian Bublewicz             | Żyszkowski Ryszard           | FSO Polonez 2000             | 5:25:20                      | +38:16                       |                              |
| 8.                           | Sergey Vukovich              | Andris Zvingevics            | Lada VAZ 2105 VFTS           | 5:27:36                      | +40:32                       |                              |
| 9.                           | Svatopluk Kvaizar            | Jiří Janeček                 | Škoda 130 LR                 | 5:29:24                      | +42:20                       |                              |
| 10.                          | Jiří Urban                   | Jiří Klíma                   | Škoda 130 LR                 | 5:30:28                      | +43:24                       |                              |
| Klasyfikacja CoPaF           |                              |                              |                              |                              |                              |                              |
| 1.                           | Marian Bublewicz             | Żyszkowski Ryszard           | FSO Polonez 2000             | 5:25:20                      | 0.00                         |                              |
| 2.                           | Sergey Vukovich              | Andris Zvingevics            | Lada VAZ 2105 VFTS           | 5:27:36                      | +2:16                        |                              |
| 3.                           | Svatopluk Kvaizar            | Jiří Janeček                 | Škoda 130 LR                 | 5:29:24                      | +4:04                        |                              |
| 4.                           | Jiří Urban                   | Jiří Klíma                   | Škoda 130 LR                 | 5:30:28                      | +5:08                        |                              |

| Miejsce                      | Państwo                      |                              |
| Klasyfikacja drużynowa CoPaF | Klasyfikacja drużynowa CoPaF | Klasyfikacja drużynowa CoPaF |
| ---------------------------- | ---------------------------- | ---------------------------- |
| 1.                           | ZSRR                         |                              |
| 2.                           | Czechosłowacja               |                              |
| 3.                           | Polska                       |                              |
| 4.                           | Bułgaria                     |                              |
| 5.                           | NRD                          |                              |
| 6.                           | Rumunia                      |                              |
| 7.                           | Węgry                        |                              |